# ديبروجاره
ديبروجاره رمزها «DI» (بالإنجليزية: Dibrugarh)‏ ، هو تقسيم إداري لدولة الهند تتبع ولاية أسام (بالإنجليزية: Assam)‏ ، مركزها هو مدينة ديبروجاره (بالإنجليزية: Dibrugarh)‏
عدد سكانها حسب تعداد سنة 2001 هو 1,172,056 ، مساحتها 3,381 كم² وكثافة السكان 347 لكل كم² .

## المناخ
يظهر الجدول التالي التغييرات المناخية على مدار السنة لديبروجاره:
| البيانات المناخية لـديبروجاره                                               | البيانات المناخية لـديبروجاره | البيانات المناخية لـديبروجاره | البيانات المناخية لـديبروجاره | البيانات المناخية لـديبروجاره | البيانات المناخية لـديبروجاره | البيانات المناخية لـديبروجاره | البيانات المناخية لـديبروجاره | البيانات المناخية لـديبروجاره | البيانات المناخية لـديبروجاره | البيانات المناخية لـديبروجاره | البيانات المناخية لـديبروجاره | البيانات المناخية لـديبروجاره | البيانات المناخية لـديبروجاره |
| الشهر                                                                       | يناير                         | فبراير                        | مارس                          | أبريل                         | مايو                          | يونيو                         | يوليو                         | أغسطس                         | سبتمبر                        | أكتوبر                        | نوفمبر                        | ديسمبر                        | المعدل السنوي                 |
| --------------------------------------------------------------------------- | ----------------------------- | ----------------------------- | ----------------------------- | ----------------------------- | ----------------------------- | ----------------------------- | ----------------------------- | ----------------------------- | ----------------------------- | ----------------------------- | ----------------------------- | ----------------------------- | ----------------------------- |
| الدرجة القصوى °م (°ف)                                                       | 28.5 (83.3)                   | 31.9 (89.4)                   | 34.5 (94.1)                   | 36.0 (96.8)                   | 37.2 (99.0)                   | 38.1 (100.6)                  | 37.9 (100.2)                  | 37.5 (99.5)                   | 37.6 (99.7)                   | 36.3 (97.3)                   | 33.1 (91.6)                   | 30.6 (87.1)                   | 38.1 (100.6)                  |
| متوسط درجة الحرارة الكبرى °م (°ف)                                           | 22.8 (73.0)                   | 23.9 (75.0)                   | 26.4 (79.5)                   | 27.6 (81.7)                   | 29.7 (85.5)                   | 31.1 (88.0)                   | 31.0 (87.8)                   | 31.8 (89.2)                   | 30.6 (87.1)                   | 29.8 (85.6)                   | 27.4 (81.3)                   | 24.2 (75.6)                   | 28.0 (82.4)                   |
| متوسط درجة الحرارة الصغرى °م (°ف)                                           | 9.2 (48.6)                    | 12.2 (54.0)                   | 15.9 (60.6)                   | 18.8 (65.8)                   | 21.9 (71.4)                   | 24.2 (75.6)                   | 24.6 (76.3)                   | 24.9 (76.8)                   | 23.8 (74.8)                   | 20.7 (69.3)                   | 15.0 (59.0)                   | 10.0 (50.0)                   | 18.4 (65.1)                   |
| أدنى درجة حرارة °م (°ف)                                                     | 3.4 (38.1)                    | 4.8 (40.6)                    | 8.1 (46.6)                    | 10.8 (51.4)                   | 14.1 (57.4)                   | 16.5 (61.7)                   | 20.6 (69.1)                   | 19.5 (67.1)                   | 19.7 (67.5)                   | 13.3 (55.9)                   | 6.5 (43.7)                    | 2.7 (36.9)                    | 2.7 (36.9)                    |
| الهطول مم (إنش)                                                             | 30.1 (1.19)                   | 58.9 (2.32)                   | 105.5 (4.15)                  | 230.4 (9.07)                  | 287.9 (11.33)                 | 428.5 (16.87)                 | 525.5 (20.69)                 | 427.7 (16.84)                 | 350.1 (13.78)                 | 143.3 (5.64)                  | 16.4 (0.65)                   | 18.6 (0.73)                   | 2٬622٫8 (103.26)              |
| متوسط الأيام الممطرة                                                        | 3.5                           | 5.7                           | 8.8                           | 13.4                          | 14.1                          | 18.0                          | 21.7                          | 17.1                          | 15.2                          | 7.4                           | 1.8                           | 1.7                           | 128.4                         |
| متوسط الرطوبة النسبية (%)                                                   | 80                            | 74                            | 68                            | 75                            | 76                            | 81                            | 85                            | 82                            | 85                            | 83                            | 81                            | 82                            | 79                            |
| المصدر #1: India Meteorological Department (record high and low up to 2010) |                               |                               |                               |                               |                               |                               |                               |                               |                               |                               |                               |                               |                               |
| المصدر #2: NOAA (humidity, 1971–1990)                                       |                               |                               |                               |                               |                               |                               |                               |                               |                               |                               |                               |                               |                               |